# 比绍夫施泰滕
比绍夫施泰滕是奥地利下奥地利州梅尔克县的一个市镇。总面积18.99平方公里，总人口1154人，人口密度60.8人/平方公里（2005年）。